# 贝罗伊尔 (怀俄明州)
贝罗伊尔（英語：Bairoil），是美国怀俄明州甘霖县（Sweetwater）下属的一座城市。该市的人口在2000年为97人，2010年有106，2011年则估计有107人。